# South Africa International 2019
Die South Africa International 2019 im Badminton fanden vom 5. bis zum 8. Dezember 2019 in Pretoria statt.

## Sieger und Platzierte
| Disziplin    | Gold                               | Silber                          | Bronze                                       |
| ------------ | ---------------------------------- | ------------------------------- | -------------------------------------------- |
| Herreneinzel | Luka Wraber                        | Milan Ludík                     | Arya Bhivpathaki                             |
| Herreneinzel | Luka Wraber                        | Milan Ludík                     | Adham Hatem Elgamal                          |
| Dameneinzel  | Kate Foo Kune                      | Katharina Fink                  | Dorcas Ajoke Adesokan                        |
| Dameneinzel  | Kate Foo Kune                      | Katharina Fink                  | Doha Hany                                    |
| Herrendoppel | Koceila Mammeri Youcef Sabri Medel | Adham Hatem Elgamal Ahmed Salah | Abdelrahman Abdelhakim Mohamed Mostafa Kamel |
| Herrendoppel | Koceila Mammeri Youcef Sabri Medel | Adham Hatem Elgamal Ahmed Salah | Melvin Appiah Aatish Lubah                   |
| Damendoppel  | Katharina Fink Yasmine Hamza       | Megan De Beer Johanita Scholtz  | Michelle Butler-Emmett Kerry-Lee Harrington  |
| Damendoppel  | Katharina Fink Yasmine Hamza       | Megan De Beer Johanita Scholtz  | Deidre Laurens Lehandre Schoeman             |
| Mixed        | Adham Hatem Elgamal Doha Hany      | Jarred Elliott Megan De Beer    | Abdelrahman Abdelhakim Jana Ashraf           |
| Mixed        | Adham Hatem Elgamal Doha Hany      | Jarred Elliott Megan De Beer    | Ahmed Salah Hadia Hosny                      |